# Andorra op de Olympische Winterspelen 1988
Tijdens de Olympische Winterspelen van 1988, die in Calgary (Canada) werden gehouden, nam Andorra voor de vierde keer deel.

## Deelnemers en resultaten

### Alpineskiën
| Olympiër        | Discipline       | Resultaat | Prestatie                                              |
| --------------- | ---------------- | --------- | ------------------------------------------------------ |
| Gerard Escoda   | super g (m)      | DNF       | opgave                                                 |
| Gerard Escoda   | reuzenslalom (m) | DSQ-2     | run 1: 1.13,84 run 2: gediskwalificeerd                |
| Gerard Escoda   | slalom (m)       | DNF-1     | run 1: opgave                                          |
| Nahum Orobitg   | super g (m)      | 38e       | 1.53,22 (+13,56)                                       |
|                 |                  |           |                                                        |
| Sandra Grau     | super g (v)      | 40e       | 1.33,65 (+14,62)                                       |
| Sandra Grau     | reuzenslalom (v) | 26e       | run 1: 1.10,01 run 2: 1.19,22 totaal: 2.29,23 (+22,74) |
| Sandra Grau     | slalom (v)       | 23e       | run 1: 1.00,09 run 2: 58,35 totaal: 1.58,44 (+21,75)   |
| Claudina Rossel | super g (v)      | 38e       | 1.30,78 (+11,75)                                       |
| Claudina Rossel | reuzenslalom (v) | DNF-2     | run 1: 1.06,16 run 2: opgave                           |

Amerikaanse Maagdeneilanden · Andorra · Argentinië · Australië · België · Bolivia · Bondsrepubliek Duitsland · Bulgarije · Canada · Chili · China · Chinees Taipei · Costa Rica · Cyprus · Denemarken · Duitse Democratische Republiek · Fiji · Filipijnen · Finland · Frankrijk · Griekenland · Groot-Brittannië · Guam · Guatemala · Hongarije · IJsland · India · Italië · Jamaica · Japan · Joegoslavië · Libanon · Liechtenstein · Luxemburg · Marokko · Mexico · Monaco · Mongolië · Nederland · Nederlandse Antillen · Nieuw-Zeeland · Noord-Korea · Noorwegen · Oostenrijk · Polen · Portugal · Puerto Rico · Roemenië · San Marino · Sovjet-Unie · Spanje · Tsjecho-Slowakije · Turkije · Verenigde Staten · Zuid-Korea · Zweden · Zwitserland